# Fabriciana pallescens
Fabriciana pallescens är en fjärilsart som beskrevs av Butler 1873. Fabriciana pallescens ingår i släktet Fabriciana och familjen praktfjärilar. Inga underarter finns listade i Catalogue of Life.